# Zofia Koniarkowa
Zofia Koniarkowa, primo voto Kocurkowa, secundo voto Hruszkowa (ur. 11 maja 1876 w Bogucicach, zm. 10 kwietnia 1963 w Katowicach) – polska działaczka społeczna i narodowa, uczestniczka powstań śląskich, aktywistka plebiscytowa, w latach 1929–1939 radna miasta Katowice, szczególnie zaangażowana w sprawy na rzecz ubogich. Jedna z czołowych działaczek Związku Towarzystw Polek, zwolenniczka Wojciecha Korfantego.

## Życiorys

### Młodość i okres powstań śląskich
Urodziła się 11 maja 1876 roku (bądź dzień wcześniej) w Bogucicach (od 1924 roku część Katowic), z którymi była związana przez całe życie dzięki czemu uzyskała przydomek „Królowej Bogucic”. Ukończyła tamtejszą szkołę powszechną, a podczas nauki doznawała wielu przykrości i kar chłosty za posługiwanie się językiem polskim oraz czytanie polskich książek. Uczęszczała także na polską naukę katechizmu. Około 1894 roku wstąpiła do istniejącego przy Towarzystwie Śpiewu „Lira” w Bogucicach amatorskiego kółka teatralnego, biorąc udział w licznych przedstawieniach, a od 1902 roku była członkinią Czytelni dla Kobiet w Katowicach, gdzie należała do grupy najbardziej czynnych uczestniczek.
Po zakończeniu I wojny światowej podjęła szeroką działalność społeczną. W latach 1918–1921 była prezeską Towarzystwa Polek w Katowicach, natomiast na przełomie 1918 i 1919 roku wstąpiła do Polskiej Organizacji Wojskowej Górnego Śląska.
Jej dom w czasie powstań i plebiscytu stanowił jeden z głównych punktów kontaktowych łączników pomiędzy Górnym Śląskiem a Polską. U niej składano materiały propagandowe oraz przechowywano tajne akta ośrodków, kierujących akcją polską w tym okresie. Prawdopodobnie podczas II i III powstania śląskiego była kurierką i sanitariuszką oraz brała udział w akcjach pomocniczych. W okresie plebiscytu w jej mieszkaniu mieściło się jedno z biur Polskiego Komisariatu Plebiscytowego, a sama także była członkinią Dowództwa Obrony Plebiscytu. Dzięki biegłemu władaniu polskim językiem literackim odegrała znaczną rolę w polskiej akcji plebiscytowej. W czasie III powstania śląskiego w jej domu znajdował się jeden z powstańczych magazynów broni, a także był to jeden z głównych powstańczych ośrodków sanitarnych. Tam także nastąpiło formalne przekazanie funkcji naczelnego wodza III powstania śląskiego płk. Maciejowi Mielżyńskiemu.
W 1922 roku, gdy część Górnego Śląska została włączona do Polski, witała wkraczające do Katowic wojsko polskie z gen. Stanisławem Szeptyckim na czele, a w kolejnym roku przemawiała w czasie uroczystości powitania prezydenta Polski Stanisława Wojciechowskiego w Katowicach.

### Okres międzywojenny
W latach międzywojennych działała głównie w Związku Towarzystw Polek wchodząc od 1922 roku w skład jego Zarządu Głównego, a dwa lata później zostając jego wiceprzewodniczącą. Po rozłamie w Związku Towarzystw Polek, do którego doszło w 1926 roku po przewrocie majowym, przeszła do związanego z Chrześcijańską Demokracją opozycyjnego Katolickiego Związku Towarzystw Polek. Została członkinią Zarządu Głównego związku, a od 1936 roku jego wiceprezeską, pełniąc jednocześnie funkcję przewodniczącej jego bogucickiego oddziału. Obok Elżbiety Korfantowej, Emilii Surowczyn, Magdaleny Hulokowej i Kazimiery Medlewskiej była jego głównym filarem. Jako członkini zarządu wielokrotnie przemawiała na zebraniach lokalnych organizacji na terenie województwa śląskiego. Cieszyła się też opinią wytrawnej prelegentki.
W 1926 roku weszła do rady wojewódzkiej Polskiego Stronnictwa Chrześcijańskiej Demokracji. 5 czerwca 1927 roku brała udział w poświęceniu placu budowy katowickiej katedry Chrystusa Króla, na którym wykopała symbolicznie ziemię jako pierwsza matka. W 1928 roku kandydowała bez powodzenia do Sejmu Rzeczypospolitej Polskiej. Poparli ją m.in. Wojciech Korfanty i proboszcz bogucickiej parafii ks. Franciszek Ścigała. W trakcie kampanii wyborczej zarzucano jej m.in., iż rzekomo była zwolenniczką wydłużenia czasu pracy górników do 12 godzin dziennie.
W 1929 roku uzyskała mandat radnej Rady Miejskiej w Katowicach, startując z list chadeckiego Bloku Katolicko-Ludowego – funkcję tę pełniła do 1939 roku. W Radzie Miejskiej należała do Komisji Opieki Społecznej, szczególnie angażując się w akcje na rzecz bezrobotnych i osób ubogich. Dokonywała systematycznych kontroli kuchni miejskich, niejeden raz odwiedzała osoby żyjące na hałdach, walcząc na posiedzeniach rady o budowę tanich mieszkań dla nich. W okresie wielkiego kryzysu walczyła o poprawę losu rodzin koczujących na hałdzie kopalni „Ferdynand” (późniejsze „Katowice”), zarzucając władzom miejskim, że zamiast starać się o poprawę ich losu, inwestują w takie przedsięwzięcia, jak lodowisko Torkat czy kąpielisko „Bugla”. Krytykowała także to, że miasto wydaje pieniądze na utrzymanie lwów w katowickim zwierzyńcu. Dla bezdomnych z hałdy udało się jej wywalczyć budowę baraków socjalnych, które stanęły w rejonie Wełnowca.
Była znana z ostrego języka, a niektórzy czuli się tak urażeni jej komentarzami, że decydowali się na procesy sądowe. Po raz pierwszy stanęła przed sądem w 1929 roku, gdyż zarzucano jej zniesławienie wojewody śląskiego Michała Grażyńskiego i marszałka Józefa Piłsudskiego. Obrazy wojewody nie udowodniono, a za zniewagę marszałka została skazana na sześć tygodni więzienia z zawieszeniem na trzy lata.
W 1930 roku ponownie kandydowała do Sejmu Rzeczypospolitej Polskiej z list Katolickiego Bloku Ludowego w okręgu Katowice. W tym samym roku, po aresztowaniu i osadzeniu w więzieniu w Brześciu nad Bugiem czołowych działaczy opozycyjnych, należała do grupy głównych organizatorów akcji protestacyjnych w regionie. 29 października uczestniczyła w delegacji do prezydenta Polski w Warszawie, która doręczyła mu petycję podpisaną przez kilkadziesiąt tysięcy osób.
Była także przewodniczącą jednego z kół Stowarzyszenia Pań pw. św. Wincentego a Paulo przy bogucickiej parafii, założonego w 1931 roku po rozłamie stowarzyszenia, działającego tam od 1904 roku. Została przewodniczącą parafialnej grupy chadeckiej, a grupie sanacyjnej przewodniczyła wówczas Albina Rzepakowa. W 1937 roku założyła Związek Matek Katolickich.

### II wojna światowa i okres powojenny
Lata okupacji niemieckiej w okresie II wojny światowej przeżyła w Bogucicach. Znalazła się na liście osób przeznaczonych do wywiezienia do obozu koncentracyjnego, lecz od aresztowania, mimo licznych przesłuchań przez Gestapo, uchroniły ją interwencje osób, którym pomogła jako bezrobotnym, zawdzięczających jej poprawę swojego losu – pomagała im bez względu na ich narodowość. Mimo tego pozostawała pod stałym nadzorem policji.
Po zakończeniu wojny ze względu na podeszły wiek nie brała udziału w życiu publicznym. Należała natomiast do Związku Weteranów Powstań Śląskich, a następnie do Związku Bojowników o Wolność i Demokrację.
Zmarła 10 kwietnia 1963 roku w Katowicach na rozedmę płuc, w tym samym domu, w którym się urodziła. Została pochowana na tamtejszym cmentarzu przy ulicy W. Wróblewskiego.

## Życie prywatne

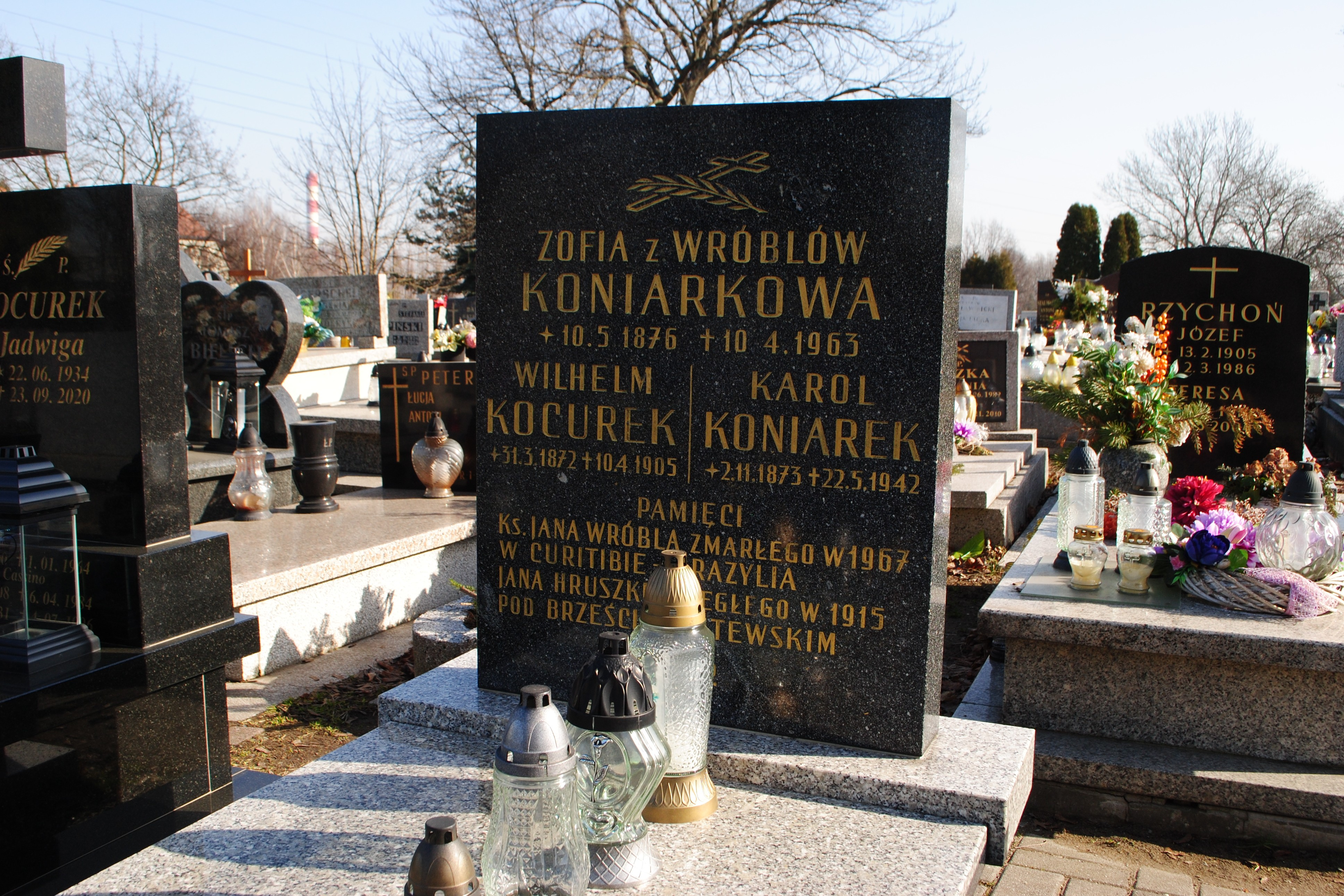
Nagrobek Zofii Koniarkowej na cmentarzu przy ulicy Walerego Wróblewskiego w Katowicach (2025)

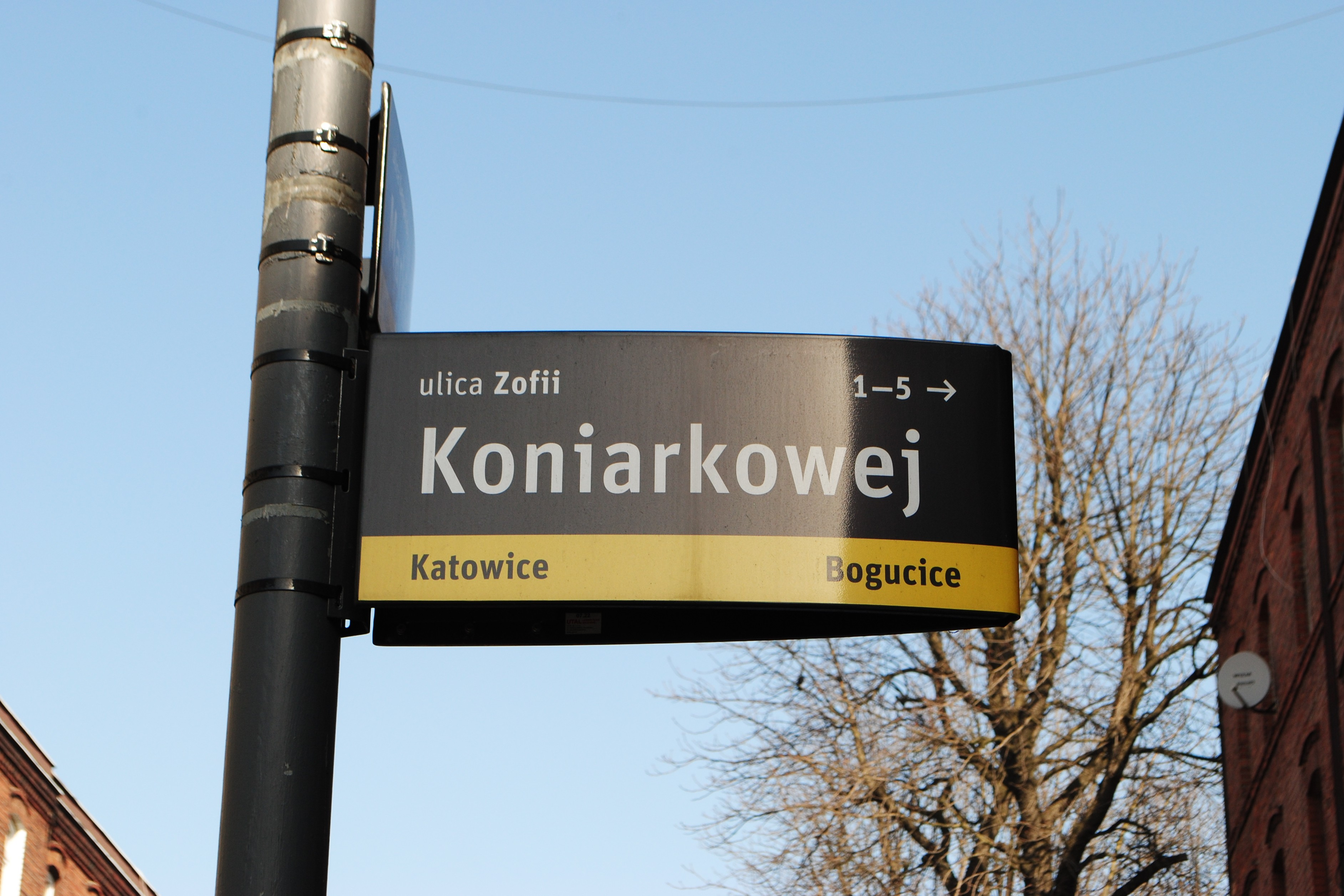
Tablica katowickiego SIM-u z nazwą ulicy Zofii Koniarkowej (2025)

Była córką Piotra Wróbla i Franciszki Skiby, a po kądzieli wnuczką Kazimierza Skiby, przedostatniego sołtysa wsi Katowice. Oboje rodziców wywodziło się z bogucickich chłopskich rodów. Ojciec Piotr pochodził z Drajoka, a jej matka była członkinią polskich organizacji w Krakowie.
Trzykrotnie wychodziła za mąż, a z tych małżeństw miała łącznie sześcioro dzieci. Jej wnukiem był m.in. Józef Kocurek, samorządowiec i wiceprezydent Katowic w latach 1998–2010.
W 1897 roku wyszła po raz pierwszy za mąż, za Wilhelma Kocurka, działacza polskiego w Bogucicach. Zmarł nagle w wypadku, który miał miejsce 10 kwietnia 1905 roku w kopalni „Ferdinand” (późniejsze „Katowice”), gdzie pracował jako cieśla szybowy. Mieli łącznie czwórkę dzieci, w tym Alojzego Kocurka (1900–1964), urzędnika katowickiego magistratu i działacza „Sokoła” w Bogucicach. Prócz niego były to: Zofia, Hermenegilda i Elżbieta, która się urodziła po śmierci męża.
W 1911 roku wyszła drugi raz za mąż, za Jana Hruszkę, który poległ podczas I wojny światowej w 1915 roku pod Brześciem Litewskim. Urodził się 11 listopada 1883 roku i pochodził z okolic Głubczyc. Mieli dwóch synów, Antoniego i Józefa, którzy zmarli bezdzietnie. Józef brał udział w powstaniach śląskich, a Antoni po wybuchu II wojny światowej został wcielony do Wehrmachtu – przedostał się później do 1 Dywizji Pancernej gen. Stanisława Maczka.
Trzeci raz wyszła za mąż w 1920 roku (bądź w 1922 roku), za Karola Koniarka, urzędnika kopalni. Zmarł śmiercią naturalną w 1940 roku.
Mieszkała m.in. w położonym na terenie dawnej gminy Bogucice Drajoku, a od 1922 roku aż do swojej śmierci przy dawnej ulicy Franciszka 4 w Katowicach (późniejsza ulica Z. Koniarkowej).
Była katoliczką, szczególnie zasłużoną w szerzeniu kultu maryjnego w Bogucicach. Była obdarzona dobrą pamięcią i interesowała się literaturą polską. Znała na pamięć liczne utwory polskich wieszczów, które wykorzystywała podczas swoich przemówień na wiecach i na zebraniach. Miała w zwyczaju chodzić w stroju śląskim i w takim też została pochowana.
Przyjaźniła się z żoną Wojciecha Korfantego, Elżbietą Korfantową.

## Upamiętnienie
Imieniem Zofii Koniarkowej została nazwana katowicka ulica, położona w dzielnicy Bogucice, łącząca ulice W. Wróblewskiego i ks. L. Markiefki.
Była jedną z trzydziestu bohaterek wystawy pt. „60 na 100. Sąsiadki. Głosem Kobiet o powstaniach śląskich i plebiscycie” poświęconej roli kobiet w górnośląskich zrywach powstańczych i akcji plebiscytowej (2019). Koncepcję wystawy, scenariusz i materiały przygotowała Małgorzata Tkacz-Janik, a grafiki Marta Frej. Jest także jedną z osób upamiętnionych w Panteonie Górnośląskim w Katowicach.

## Ordery i odznaczenia
- Gwiazda Górnośląska[21][46]
- Krzyż na Śląskiej Wstędze Waleczności i Zasługi[21][46]